# حب الشباب القطراني
حب الشباب القطراني (بالإنجليزية: Tar acne)‏ هو أحد أنواع العُد أو حب الشباب المهني الذي يحدث نتيجة التعرض للقطران في الصناعات.